# Balichak
Balichak là một thị trấn thống kê (census town) của quận Medinipur thuộc bang Tây Bengal, Ấn Độ.

## Nhân khẩu
Theo điều tra dân số năm 2001 của Ấn Độ, Balichak có dân số 12.206 người. Phái nam chiếm 50% tổng số dân và phái nữ chiếm 50%. Balichak có tỷ lệ 71% biết đọc biết viết, cao hơn tỷ lệ trung bình toàn quốc là 59,5%: tỷ lệ cho phái nam là 79%, và tỷ lệ cho phái nữ là 64%. Tại Balichak, 11% dân số nhỏ hơn 6 tuổi.